# Veine superficielle du membre supérieur
Les veines superficielles du membre supérieur sont les veines sus-aponévrotique du membre supérieur. 
Elles comprennent :
- la veine céphalique,
- la veine basilique,
- la veine médiane cubitale,
- la veine médiane antébrachiale,
- la veine céphalique antébrachiale,
- la veine basilique de l'avant-bras,
- le réseau veineux dorsal de la main,
- l'arcade veineuse palmaire superficielle,
- les veines intercapitulaires de la main,
- les veines métacarpiennes dorsales,
- les veines digitales palmaires.